# Liam Fraser
Liam Scott Fraser (Toronto, 13 februari 1998) is een Canadeese voetballer die doorgaans als middenvelder speelt voor Deinze.

## Deinze
In januari 2022 werd Fraser speler bij Eerste klasse B (voetbal België) team Deinze.

## Internationaal
Op 15 oktober 2021 maakt hij zijn debuut voor Canada als invaller in een 2-0 overwinning tegen Amerika. In november 2022 werd Fraser opgeroepen voor het WK voetbal in Qatar
1 St. Clairr ·
2 Johnston ·
3 Adekugbe ·
4 Miller ·
5 Vitória ·
6 Piette ·
7 Eustaquio ·
8 Fraser ·
9 Cavallini ·
10 Hoilett ·
11 Buchanan ·
12 Ugbo ·
13 Hutchinson  ·
14 Kaye ·
15 Koné ·
16 Pantemis ·
17 Larin ·
18 Borjan ·
19 Davies ·
20 David ·
21 Osorio ·
22 Laryea ·
23 Millar ·
24 Wotherspoon ·
25 Cornelius ·
26 Waterman ·
Coach: Herdman